# Saint-Brais
Saint-Brais (hist. Sankt Brix, St. Brix) − miejscowość i gmina w północno-zachodniej Szwajcarii, w kantonie Jura, w okręgu Franches-Montagnes.

## Demografia
W Saint-Brais mieszka 227 osób. W 2020 roku 6,2% populacji gminy stanowiły osoby urodzone poza Szwajcarią. 

## Transport
Przez teren gminy przebiega droga główna nr 18. 